# 洞峰公園

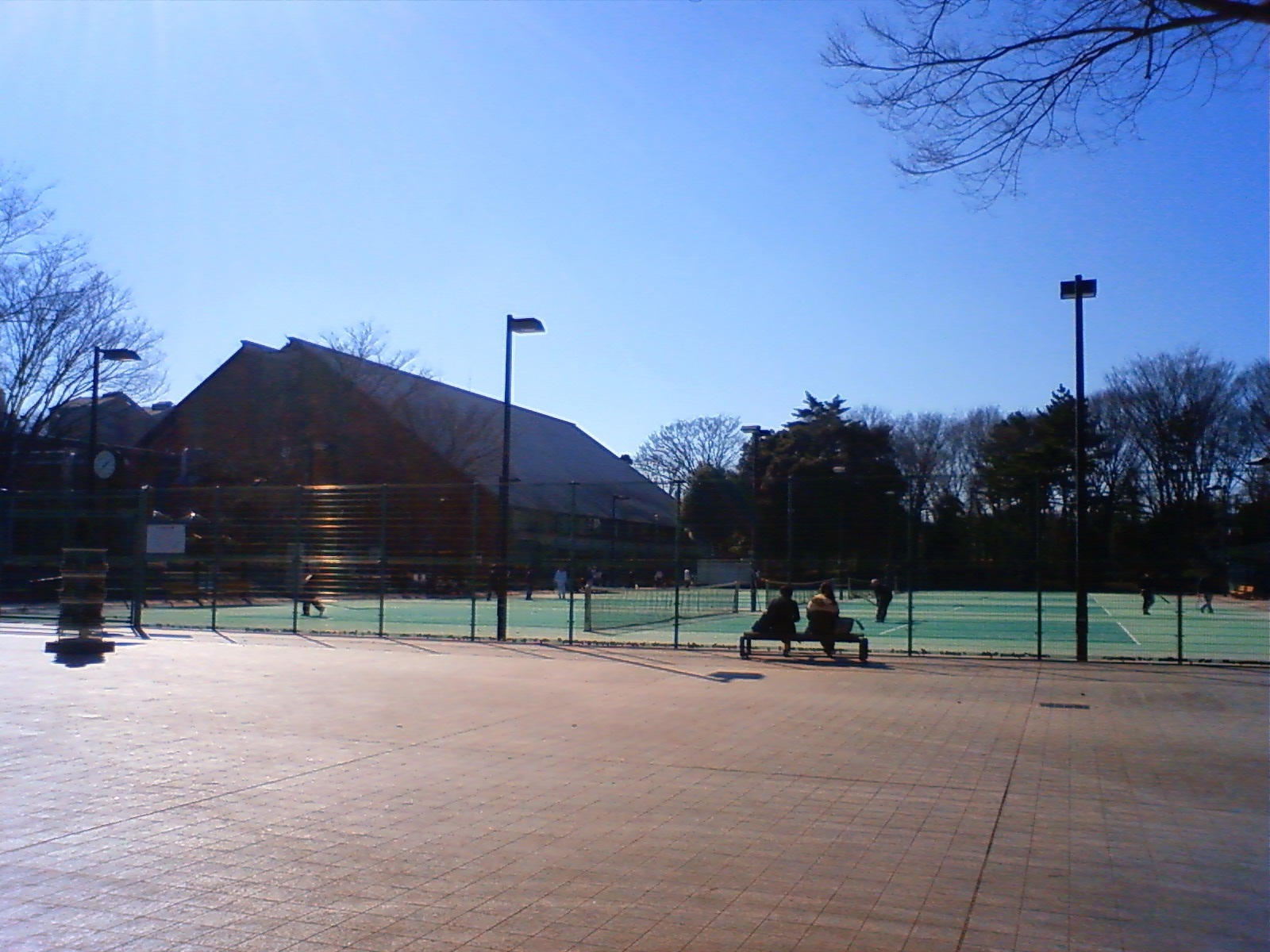
テニスコート

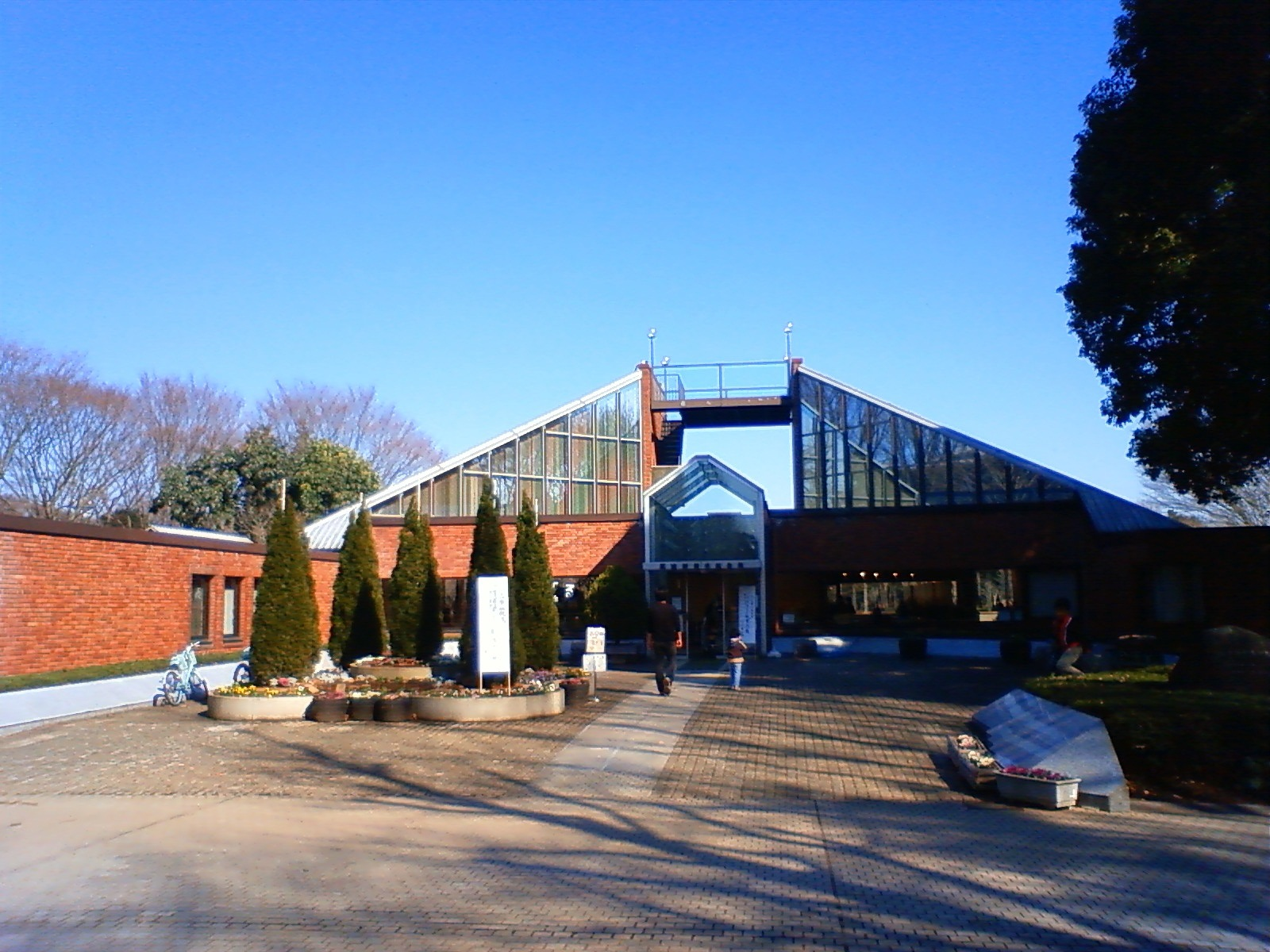
新都市記念館

洞峰公園（どうほうこうえん）は、茨城県つくば市二の宮二丁目にある都市公園（総合公園）。2024年（令和6年）2月1日をもって県営から市営に移管となる。
洞峰沼（どうほうぬま）を中心とし、緑に囲まれた公園で、週末には親子連れやカップルなどが集う市民の憩いの場である。

## 概要
1980年（昭和55年）に開園した都市公園で、面積は約20ヘクタール。指定管理者制度に基づき、筑波都市整備グループ（筑波都市整備株式会社と株式会社東京アスレティッククラブの共同事業体）が指定管理者として管理・運営を行っている。
洞峰公園については茨城県がパークPFI制度を活用する整備計画を提案したが、つくば市が反対したため、茨城県はつくば市への無償譲渡を提案し、市はこれを受け入れる方向で検討されていた。2024年1月18日に茨城県とつくば市の間で洞峰公園の無償譲渡契約が締結され、同年2月1日に同公園を市に移管することが正式決定した。

## 施設
- プール - 太陽熱を利用した温水プール[6][7]。50m×9コース。観客席130席。
- アリーナ（体育館） - 観客席400席。バスケットボール（2面）、バレーボール（3面）、バドミントン（6面）、卓球（12面）用。
- テニスコート - 6面。
- 野球場 - 硬式野球不可。
- 多目的フィールド - 芝生の広場。サッカーやキャッチボールなどに利用される[4]。
- フィールドアスレチック - 20種類以上のアスレチックや遊具がある[4]。
- 遊歩道 - ゴムチップ・ウレタン舗装されており、3つの周回コースが整備されている[4]。市民ランナーや学校の陸上競技部員がランニングに利用する[4]。
- 新都市記念館 - 展示ホールとカフェがある[4]。大高建築設計事務所と独立行政法人都市再生機構茨城地域支社の設計、地崎工業の施工[8]。

## 歴史
- 1976年（昭和51年） - 新都市記念館が完成[8]。
- 1980年（昭和55年） - 開園[4][6]。
- 1999年（平成11年）度 - 大規模再整備事業を開始[6]。誰もが使いやすいユニバーサルデザインが採用される[6]。
- 2005年（平成17年）8月19日 - 洞峰公園で環境美化活動をしている「洞峰をあいする会」が県内初の茨城県公園サポーターの認証を受ける[9]。
- 2010年（平成22年）3月1日 - プールがリニューアルオープン[10]。
- 2024年（令和6年）
  - 1月18日 - 洞峰公園の茨城県からつくば市への無償譲渡契約を締結[3]。1月31日付での県営都市公園としての廃止を公告[3]。
  - 2月1日 - 茨城県からつくば市に移管[3]。

## 洞峰沼
洞峰沼は、洞峰公園内にある湖沼。上池（上原池）と下池（小野崎池）の2つから成っていたが、筑波研究学園都市の建設に伴って下池は埋め立てられた。現在洞峰公園にある洞峰沼は、かつての上池を縮小造成したものである。

### 沼と水不足解消の歴史
小野川地域（旧筑波郡小野川村）は起伏がなく、湧水もほとんどないため、洞峰沼が唯一の水源であった。
江戸時代初期に天然の池を人工の灌漑用の水源に造り直したものとされ、1788年作成の地図には「松木池」として、現在の洞峰沼の5～6倍の大きさで描かれている。1883年（明治16年）発行の迅速測図では、上池（上原池）・下池（小野崎池）の2つに分かれ、面積は現在の3倍であった。沼には数本の小川が流れ込み、沼の水は小野川を経て霞ヶ浦へ達した。年間降水量が1300mmと少なく、沼の水は常に不足しており、水争いも深刻だった。そこで、1928年（昭和3年）より耕地整理法の適用を受けて、上池の西半分の泥を浚って水深を増し、残りの東半分を埋め立てて水田とする工事が行われた。これを洞峰沼改修工事と言い、1932年（昭和7年）に完了した。
しかし、洞峰沼改修工事では根本的な水不足は解消できず、完工の翌年と翌々年には大旱魃（かんばつ）に見舞われた。茨城県は農民の窮状を見て霞ヶ浦から水を引く小野川用水の計画を立案した。当初は霞ヶ浦からこの地まで水が引けるわけがないという意見が多かったが、1936年（昭和11年）3月に事業着手に漕ぎ着けた。事業開始後も物価高騰、建設地の土質不良など多くの困難に直面したが、1938年（昭和13年）6月に総工費18万円をかけた事業は完成を見た。工費は半分を国が、4分の1を茨城県が、残る4分の1を地元が負担した。
第二次世界大戦後の1952年（昭和27年）から県営土浦農業用水事業が行われ、土浦市ほか1町14村で土地改良区が設置された。土浦用水事業を見届けた洞峰沼耕地整理組合は1971年（昭和46年）に「大池回生」の石碑を建てて解散、小野川地域の水問題は解消した。
翌1972年（昭和47年）、筑波研究学園都市の建設に伴い下池は埋め立てられ、上池は縮小して洞峰公園内に残された。下池の跡地は学園西大通りと宅地になった。

### 沼の現況
沼の周囲にはウレタン舗装された一周1,050mの遊歩道が整備されている。現在の沼の水は小川ではなく、公園内に降った雨水と井戸水で満たされている。沼の生物はブルーギルなど外来種が増えた。

## 自然

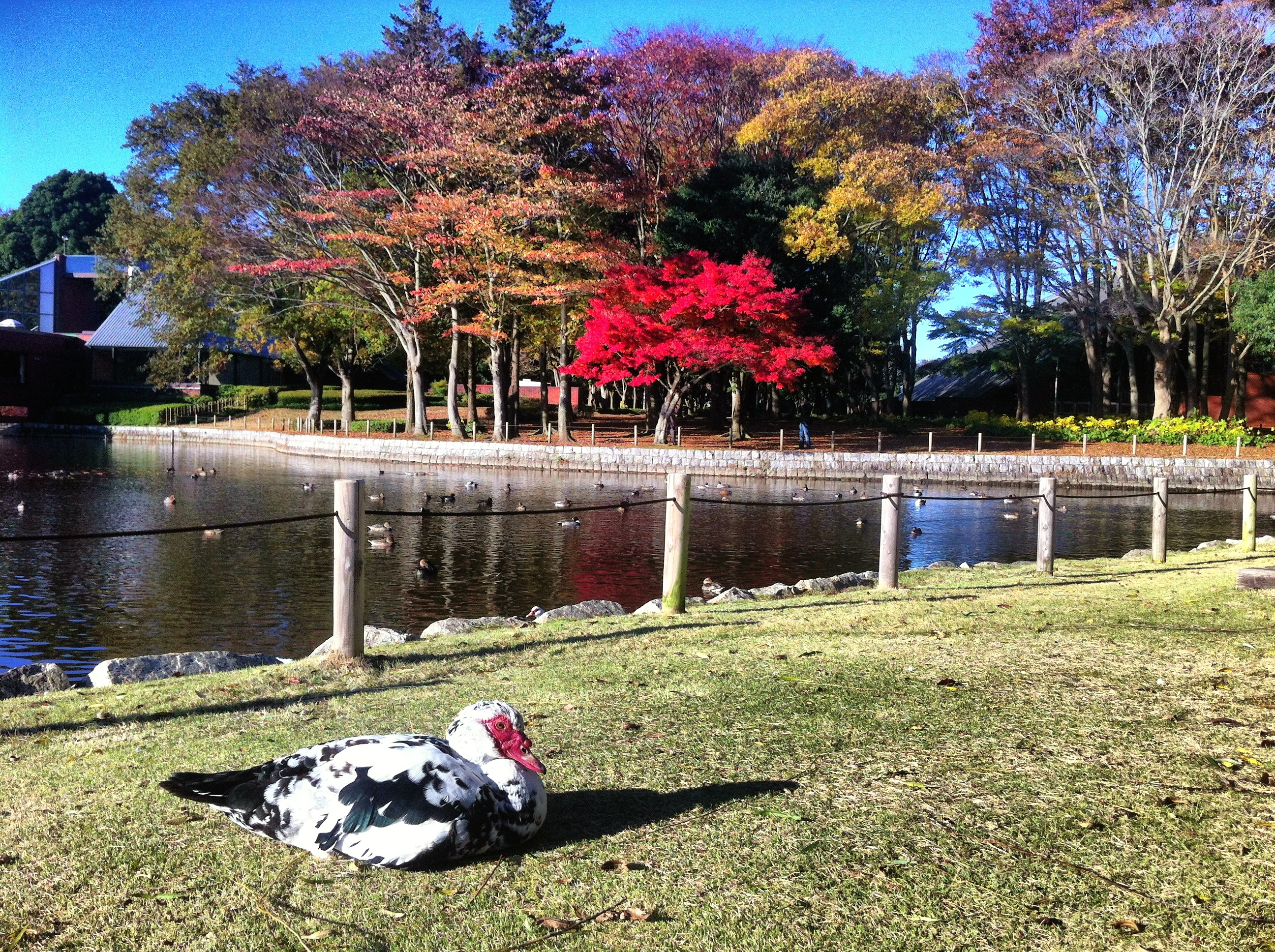
洞峰公園のバリケン

以前の方が植物や生き物は多かった が、洞峰公園は現在も自然観察の場として親しまれている。園内はイチョウ・クスノキ・ケヤキ・サクラ・シラカシ・マツなどの樹木に囲まれる。
園内に生息する動物にはアズマモグラ、コオロギ、セミ、トンボ、バッタなどがいる。沼にはガマ、ヨシが茂り、カルガモ・マガモ・バリケンなどの水鳥が泳ぐ。

## 交通
公共交通利用
- つくばセンター（つくばエクスプレスつくば駅）から関東鉄道バス、ジェイアールバス関東ひたち野うしく駅行き乗車、洞峰公園下車、すぐ。または、学園南循環乗車、洞峰公園北下車、すぐ。

自家用車利用
- 常磐自動車道桜土浦ICから約15分。
- 首都圏中央連絡自動車道つくば牛久ICから約10分。

## 関連書籍
- 学園都市の自然と親しむ会編『洞峰公園―都市の水辺のあり方を求めて つくばの自然誌Ⅱ』1995年9月. ISBN 978-4915834264